# 学校法人福岡大学
学校法人福岡大学（がっこうほうじんふくおかだいがく）は、日本の学校法人。

## 沿革
- 1934年 - 創立。福岡高等商業学校を設立[1]。
- 1944年 - 福岡高等商業学校と九州専門学校（財団法人弘文学舎設置）を統合し、九州経済専門学校に改称[1]。
- 1946年 - 九州経済専門学校が福岡経済専門学校に改称[1]。
- 1949年 - 福岡経済専門学校と福岡外事専門学校（財団法人福岡外国語学園設置）を統合し、新制福岡商科大学を設立。合わせて1948年に設立されていた福岡外事専門学校附属大濠中学校も改称[2]。
- 1950年 - 福岡商科大学に短期大学部を併設[1]。
- 1951年 - 福岡商科大学附属大濠高等学校を設立[2]。
- 1956年 - 福岡商科大学を福岡大学に改称[1]。合わせて附属中学・高校も改称[2]。
- 1958年 - 福岡大学短期大学部[1]、附属大濠中学校を廃止[2]。
- 1965年 - 福岡大学に大学院を設置[1]。
- 1973年 - 福岡大学病院を開設[1]。
- 1975年 - 福岡大学附属看護学校を設立[3]。
- 1976年 - 福岡大学附属看護学校を福岡大学附属看護専門学校に改称[3]。
- 1985年 - 福岡大学筑紫病院を開設[1]。
- 1996年 - 中高一貫コースの附属大濠中学校を再興[2]。
- 2009年 - 福岡大学附属看護専門学校を廃止[3]。
- 2010年 - 学校法人九州女子高等学校を吸収合併。同法人運営の九州女子高等学校を附属学校化し、福岡大学附属若葉高等学校に改称[4]。
- 2018年 - 福岡大学西新病院を開設[1]。

## 設置校
|                                  | 中学校 | 高等学校 | 大学 | 所在地             |
| -------------------------------- | ------ | -------- | ---- | ------------------ |
| 福岡大学                         |        |          | ○    | 福岡県福岡市城南区 |
| 福岡大学附属大濠中学校・高等学校 | ○      | ○        |      | 福岡県福岡市中央区 |
| 福岡大学附属若葉高等学校         |        | ○        |      | 福岡県福岡市中央区 |

### 過去の設置校
- 福岡経済専門学校（1934年 - 1949年）
- 福岡大学短期大学部（1950年 - 1958年）
- 福岡大学附属看護専門学校（1975 - 2009年）